# Jednolity Egzamin Państwowy

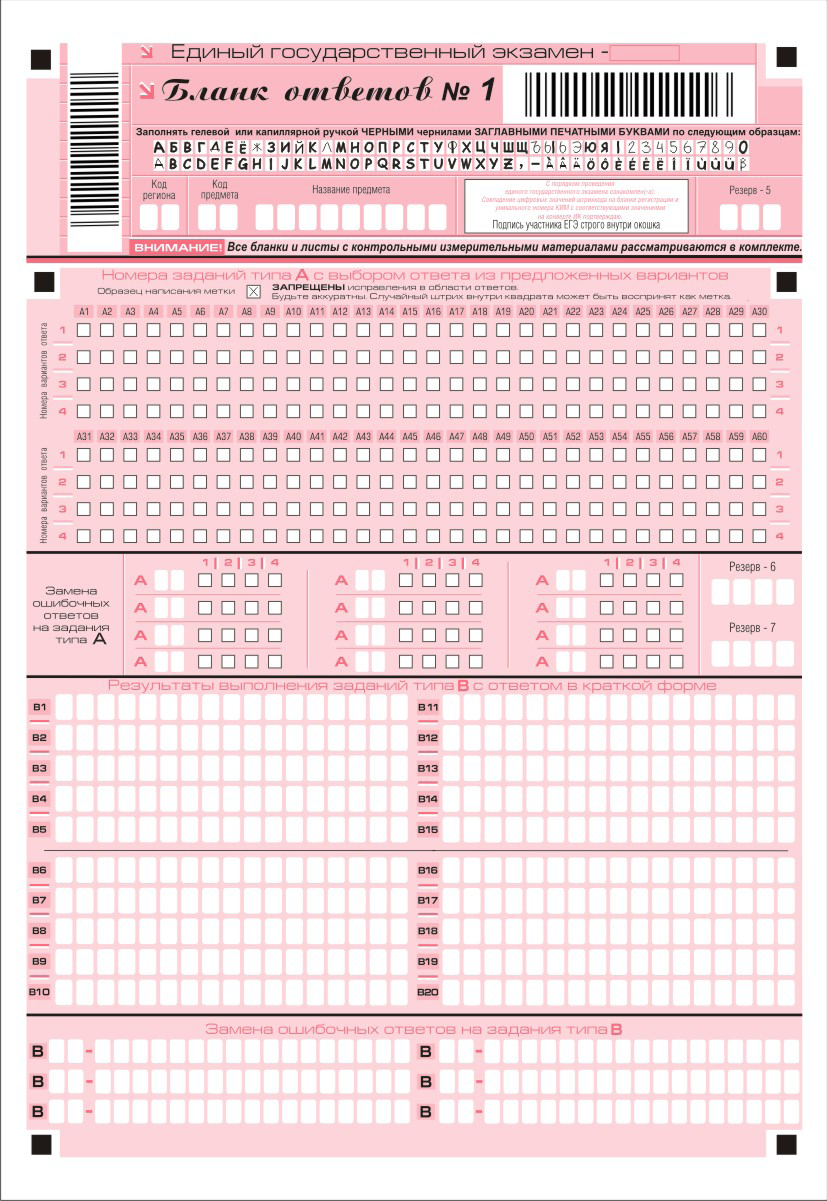
Wzór arkusza odpowiedzi

Jednolity Egzamin Państwowy (JeGE) (ros. Единый государственный экзамен, ЕГЭ, Jedinyj gosudarstwiennyj ekzamien, EGE) – egzamin państwowy przeprowadzany w Rosji od 2001 roku wśród absolwentów szkół średnich. Od 2009 roku JeGE jest jedyną formą egzaminów dyplomowych w szkołach i główną formą egzaminów wstępnych na uniwersytetach.

## Przedmioty podlegające egzaminowaniu
Student może podejść do JeGE z:
- języka rosyjskiego;
- matematyki;
- fizyki;
- chemii;
- biologii;
- geografii;
- literatury;
- historii;
- podstaw nauk społecznych;
- informatyki;
- języka obcego (do wyboru: angielski, niemiecki, francuski, hiszpański, chiński).

JeGE z języka rosyjskiego i matematyki są obowiązkowe; oznacza to, że każdy uczeń musi z powodzeniem podejść do tych egzaminów, aby uzyskać dyplom ukończenia szkoły średniej i móc ubiegać się o przyjęcie na studia.

## Historia
JeGE został wprowadzony w Rosji w 2001 roku jako eksperyment edukacyjny. Początkowo był przeprowadzony tylko w kilku regionach Rosji: Czuwaszji, Mari El, Jakucji, a także w obwodach Samary i Rostowa. W 2002 roku do egzaminu przystąpili uczniowie z 16 regionów Rosji, w 2003 roku z 47 regionów, a następnie w 2006 roku ponad 950 tysięcy absolwentów przystąpiło do testu w całej Rosji.

## Struktura egzaminu
Każdy egzamin JeGE składa się z dwóch części (z wyjątkiem egzaminu z matematyki i literatury, które zawierają tylko część II):
Część I – zawiera zadania, w odpowiedzi na które uczeń musi udzielić krótkiej pisemnej odpowiedzi, zwykle kilku liter lub słów, lub wybrać poprawną odpowiedź z podanych pod zadaniem. Odpowiedzi udziela się na specjalnym arkuszu, który jest sprawdzany przez komputer.
Część II – zawiera jedno lub kilka zadań, w których uczeń musi wykorzystać swoją wiedzę i kreatywność, aby je wykonać. W tej części egzaminu mogą znajdować się otwarte zadania z matematyki, rozprawka do napisania na wybrany temat lub pytanie, na które należy odpowiedzieć w sposób argumentacyjny. Ta część jest sprawdzana przez trzech ekspertów z danej dziedziny z regionalnej komisji egzaminacyjnej.

### Arkusze egzaminacyjne
W trakcie każdego egzaminu JeGE stosowane są cztery papierowe formularze:
- formularz rejestracyjny,
- arkusz odpowiedzi nr 1 (służący do rejestrowania odpowiedzi dla części I)
- podstawowy arkusz odpowiedzi nr 2 (służący do rejestrowania odpowiedzi dla części II)
- dodatkowy arkusz odpowiedzi nr 2 (rozdawany tylko wtedy, gdy główny arkusz nr 2 został wypełniony w całości).

Zasady wypełniania formularzy i arkuszy w trakcie JeGE są dość surowe i są opisane w specjalnej instrukcji (podobnie jak w przypadku egzaminu maturalnego). Nieprzestrzeganie wytycznych podczas wypełniania formularzy może skutkować niezaliczeniem odpowiedzi lub unieważnieniem egzaminu.